# Pachypanchax omalonotus
Пахипанхакс мадагаскарський (Pachypanchax omalonotus) — тропічний прісноводний вид риб родини аплохейлових (Aplocheilidae).
В старих джерелах зустрічається помилкове написання назви виду P. homalonotus.
Протягом кількох десятиліть вважалося, що цей вид зустрічається на більшій частині західного Мадагаскару, але завдяки даним, отриманим під час польових досліджень, що проводились у цій країні з 1993 року, склад роду Pachypanchax був уточнений. 2006 року були описані 4 нових види (P. arnoulti, P. patriciae, P. sparksorum, P. varatraza). Очікується, що в районах уздовж північно-західного узбережжя острова є ще кілька популяцій «omalonotus», які можуть виявитися ще неописаними видами.

## Опис
Pachypanchax omalonotus має приземкувате видовжене тіло із загостреною мордою. За формою трохи нагадує щуку. Верхня поверхня голови та спини сплощена. Може виростати до 9,5 см завдовжки. Максимальна висота становить 20,3-25,7 % стандартної (без хвостового плавця) довжини, довжина хвостового стебла 12,4-16,2 %, а його висота 12,5-17,2 % стандартної довжини.

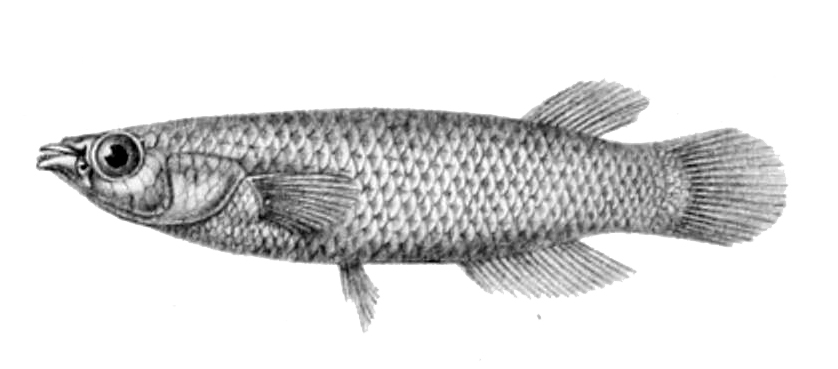
Pachypanchax omalonotus (Alfred Grandidier. Histoire physique, naturelle, et politique de Madagascar. 1885).

Довжина голови становить 27,4-32,7 %, довжина морди 6,2-9,1 %, діаметр ока 6,2-9,4 %, міжорбітальна відстань 11,5-15,7 %, посторбітальна відстань 10,7-15,4 % стандартної довжини. Рот верхній, широкий. На щелепах в один ряд сидять конічні, трохи загнуті назад зуби.
Хвостовий плавець округлий, має 24 промені. Спинний плавець віднесений далеко назад. предорсальна (до початку спинного плавця) довжина становить 70,5-79,4 % стандартної, плавець має 9-11 променів, довжина його основи становить 9,6-14,2 % стандартної довжини. В анальному плавці 14-17 променів, преанальна (до початку анального плавця) довжина становить 60,5-59,8 %, а довжина основи плавця 18,0-26,2 % стандартної довжини. В грудних плавцях по 12-16 променів, їхня довжина становить 12,9-19,0 % стандартної. В черевних плавцях по 6 променів, відстань від кінчика морди до початку черевних плавців становить 44,9-55,1 % стандартної довжини.
Луски циклоїдні, фронтальні луски типу Е з наявністю лусочок типу H. 31-34 луски в поздовжньому ряді, 14 поперечних рядів лусок безпосередньо перед початком анального плавця, два ряди лусочок на щоках. Луски на грудях мають такий самий розмір, що й на боках. Хвостовий плавець біля основи вкритий лусками. Бічна лінія відсутня.

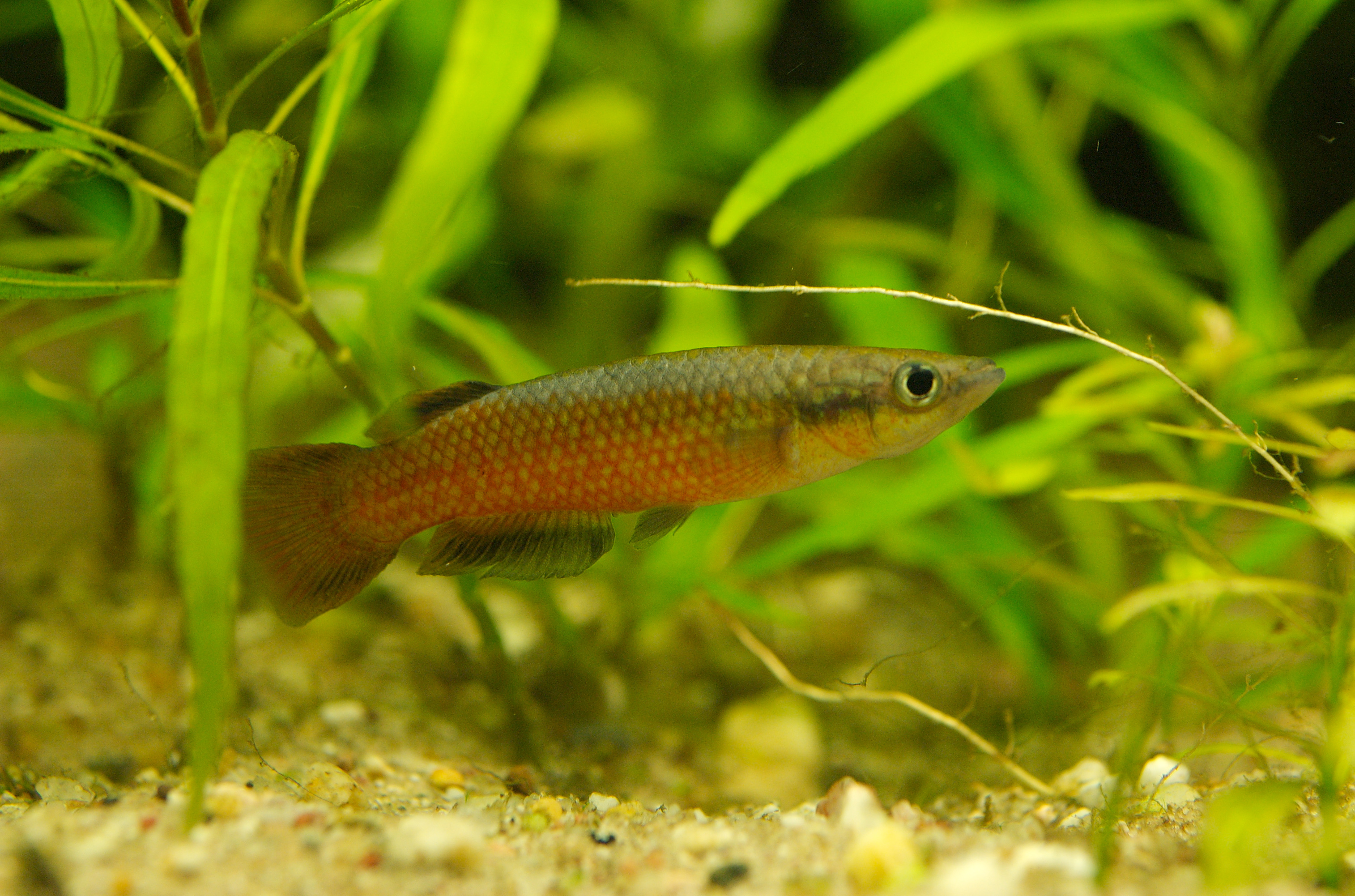
Самець Pachypanchax omalonotus (зоопарк міста Лейпциг).

Дорослі самці Pachypanchax omalonotus відзначаються поліморфізмом у забарвленні, причому він виявляється як між окремими популяціями, так і всередині них. Зокрема відомі жовтий, червоний та синій морфи. На боках присутні золотаві блискучі цяточки, що організовані в поздовжні ряди. Окремі популяції відрізняються кількістю цих цяточок. Можуть бути також присутні поздовжні чорні смуги на спинному та анальному плавцях, а ще вузька чорна облямівка останнього. В самців всіх популяцій під час залицянь на боках з'являється вузька темна горизонтальна смуга, що тягнеться від морди до рівня спинного плавця. Черево жовтувате до білого. Рогівка ока жовта.
Для цих риб характерним є виразний статевий диморфізм. Самці більші за самок й яскравіше забарвлені. Самки повніші, їхнє забарвлення блідіше, загалом сірувате.

## Pachypanchax nuchimaculatus
Pachypanchax nuchimaculatus (оригінальна назва: Poecilia nuchimaculata  Guichenot, 1866) з Мадагаскару відомий лише за одним типовим збереженим зразком. Зразку бракує точних даних про місце походження. Як за морфометричними, так і за меристичними ознаками, він належить до роду Pachypanchax, але існують проблеми з його систематичною ідентифікацією. Йорген Шеель 1968 року синонімізував P. nuchimaculatus з P. omalonotus, і це рішення підтримувалось наступними авторами. Проте Жан Юбер 1998 року, дослідивши голотип Pachypanchax nuchimaculatus, виявив кілька специфічних особливостей скелета та лусок, а також відмінності за меристичними та морфологічними показниками від зразків Pachypanchax omalonotus й дійшов висновку, що йдеться про два різні види. Потрібні додаткові дослідження риб з Мадагаскару для вирішення проблеми ідентифікації.

## Поширення

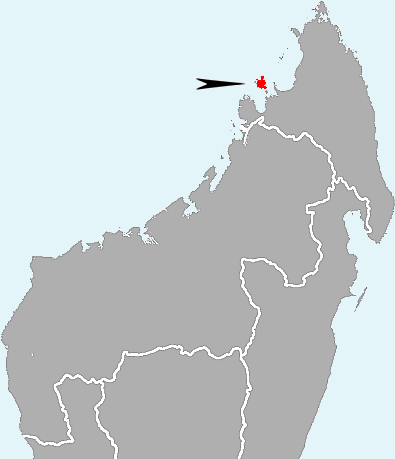
Розташування острова Нусі-Бе на мапі північної частини Мадагаскару.

Ендемік північно-західного Мадагаскару. Обмежується островом Нусі-Бе та прилеглою територією головного острова, що включає басейн річки Самбріано (англ. Sambirano) та прибережні струмки півострова Анкіфі (англ. Ankify) безпосередньо на південь від гирла Самбірано. Орієнтовна площа території його поширення становить 1950 км².
Протягом кількох десятиліть вважалося, що цей вид зустрічається на більшій частині заходу Мадагаскару, але згодом було з'ясовано, що популяції, які живуть на північ і південь від зазначеного вище ареалу, насправді належать до інших видів роду Pachypanchax, які 2006 року були описані як P. patriciae, P. sparksorum і P. arnoulti.
Більшість місць, в яких ловили P. omalonotus, розташовані на висоті менше 100 м над рівнем моря. Винятком є лише одна відома популяція, що мешкає на мілководді головного русла річки Рамена (англ. Ramena), основної притоки Самбріано, на висоті 700 м над рівнем моря й демонструє деякі морфологічні відмінності від низинних популяцій.
Pachypanchax omalonotus зустрічається у великій кількості в усьому своєму невеличкому ареалі, й загальна популяція вважається стабільною. В той же час, розмір озерних популяцій змінюється як сезонно, так і від року до року залежно від кількості опадів. Є також дані, що місцеві жителі ловлять цих риб для домашнього споживання.

## Спосіб життя
Pachypanchax omalonotus зустрічається в струмках і невеликих річках, переважно в їхніх спокійних частинах. На острові Нусі-Бе обмежується середньою та верхньою течією невеликих струмків з кам'янистим, із гальки або піщаним дном, які зазвичай протікають під покривом лісу. На головному острові мешкає як у затінених струмках, так і на болотистих мілководдях озер у заплаві річки Самбірано. Вид відсутній у кратерних озерах острова та солонуватих водоймах узбережжя.
Параметри води, зареєстровані в чотирьох біотопах, де ловили P. omalonotus, були такими: показник pH 7,0-7,5, твердість 2-15 °GH і 2-11 °KH, електропровідність 29-173 мкСм/см², температура 25,2–27,8 °C.
У дикій природі P. omalonotus живиться як на поверхні, так і з дна, полює наземних і водних комах та їхніх личинок.
На острові Нусі-Бе єдиною рибою, достатньо великою, щоб становити загрозу дорослому P. omalonotus, є Glossogobius giuris. На головному острові загрозу видові становлять три види Anguilla, що водяться на північному заході Мадагаскару, а також місцева цихліда Paratilapia polleni. Інші види риб, що зустрічаються в одних водоймах із P. omalonotus: Teramulus waterloti, Ambassis natalensis, Paretroplus damii, Ptychochromis oligacanthus, Oreochromis niloticus, Awaous aenofuscus. Водяться тут кілька видів дрібних прісноводних креветок, зокрема з роду Macrobrachium та деякі представники родини атидових. Прихильність P. omalonotus до мілководдя робить цих риб вразливими з боку чапель, малагасійського рибалочки, діадемового рибалочки.
Pachypanchax omalonotus не належить до числа сезонних коропозубих. Нереститься протягом усього літа, яке на північному заході Мадагаскару збігається із сезоном дощів. Ікру відкладає на рослини. Інкубаційний період триває 10-16 днів. Є свідчення, що ікра, перебуваючи у вологому торфі, може переживати сухий період.

## Утримання в акваріумі
Вперше до європейських акваріумів вид був завезений 1953 року. Зустрічається рідко.
Через невизначеність у видовій ідентифікації різних мадагаскарських популяцій пахипанхаксів протягом кількох десятиліть до акваріумів під назвою Pachypanchax omalonotus могли завозитись риби, які насправді належали до інших видів, зокрема P. arnoulti. Могла мати місце й неспланована міжвидова гібридизація.
В умовах акваріума Pachypanchax omalonotus — це витривала риба, утримувати її нескладно. Висуває певні вимоги лише до розмірів акваріума, бажано, щоб його місткість була не меншою за 75 л. Акваріум декорують рослинами, камінням, корчами, при цьому залишають відкриті ділянки для плавання. Пахипанхакси вистрибують із води, тому акваріум має бути тісно накритий кришкою.
Склад води особливого значення не має, рекомендовані параметри: температура 22-25 °C, показник pH 6,0-7,5, твердість 2-15 °dH.
На відміну від свого родича пляйфері (P. playfairii), цей вид загалом мирний і більше підходить до спільного акваріума. Тримається у верхніх шарах води.
В годівлі ці риби невибагливі, приймають якісні сухі (пластівці, гранули), живі (мотиль, трубковик, дрібні дощові черв'яки, дафнії, артемії, дрозофіли тощо) та заморожені корми.
Легко розводяться в акваріумах і є досить плідними. Часто нерестяться й у спільному акваріумі, особливо за наявності густої рослинності, проте краще використовувати нерестовище. Це може бути акваріум місткістю від 30 л, засаджений дрібнолистими рослинами. Ікру відкладають в корінні рослин, що плавають на поверхні, або серед пагонів дрібнолистих рослин. Нерест тривалий, продовжується близько 2 тижнів, після чого настає пауза спокою, яка може продовжуватись до тижня. За доброї годівлі після цього риби знову починають відкладати ікру. Під час нересту самки намагаються притиснутись до самців поблизу місця нересту, а самці плавають навколо них, все сильніше звужуючи кільця. Під час кожного спаровування відкладається лише одна або декілька ікринок, протягом дня — 10-20 штук.
Рекомендується вибирати ікру з акваріума й переносити її до інкубатора, щоб дорослі риби не поїли її. Ікринки прозорі, липкі, до 1,5 мм у перетині, мають тверду оболонку. За температури 24-27 °C розвиток ікри триває 12-16 днів. Стартовий корм: «живий пил», інфузорії, коловертки. Коли мальки трохи підростуть, їм починають давати наупліуси артемій тощо.
За гарних умов молодь визріває вже за 2 місяці.